# Меліхов Андрій Іванович
Андрі́й Іва́нович Ме́ліхов (рос. дореф. Андрей Ивановичъ Мелиховъ; 1773 — 1821) — російський кораблебудівник кінця XVIII — початку XIX століття, корабельний майстер, що збудував понад 40 суден різного рангу і класу для Російського імператорського флоту, зокрема перший колісний пароплав Чорноморського флоту.

## Життєпис
Народився 1773 року в дворянській родині.

### На Балтійському флоті
У 1785 році прийнятий на службу корабельним учнем 2-го класу в креслярську майстерню Санкт-Петербурзького адміралтейства. У 1789 році проведений у корабельні учні 1-го класу. Протягом 1789—1790 років на верфях у Санкт-Петербурзі та Кронштадті брав участь у будівництві фрегатів, палубних батарей, канонерських човнів, напівпрамів, шебеків та інших суден під керівництвом корабельного майстра Д. О. Масальського.
Самостійну кораблебудівельну діяльність Меліхов розпочав на Охтенській верфі Санкт-Петербурга, де у 1790 році побудував два невеликих судна — галети (легкі двощоглові вітрильники), брав участь у будівництві канонерських човнів і чотирьох плавучих батарей. За виявлену старанність у період будівництва нагороджений річною платнею.
У 1791 році брав участь у будівництві двох напівпрамів, у 1792 — у будівництві 74-гарматного корабля «Свята Єлисавета», що будувався під керівництвом корабельних майстрів Кольмана і Саричева. Цього ж року Меліхова проведено у тіммермани. У 1793—1794 роках під керівництвом корабельного майстра Масальського брав участь у будівництві брига і 38-гарматного фрегата «Єлизавета».
Протягом 1794—1800 років неодноразово виїжджав за кордон в Англію навчатися кораблебудування. За надання всіляких креслень, звітів і записок про відрядження його заохочували грошовими преміями: у 1796 році Меліхову оголошено «благовоління» від державної колегії адміралтейства, у 1798 році — за надіслання з Англії моделей, планів і нотаток, які стосувалися кораблебудування, отримав у винагороду 50 фунтів стерлінгів, у 1800 році отримав таку ж винагороду за надіслані креслення й записки на заготівлю лісу.
З 1795 по 1798 роки в Санкт-Петербурзькому адміралтействі спільно з корабельним майстром В. О. Саричевим будував 38-гарматний фрегат «Богоявлення Господнє», спущений на воду 24 вересня 1798 року, а з 1796 по 1800 роки спільно з майстром Васильєвим будував фрегат «Еммануїл».
У 1799 році переведений у корабельні підмайстри 12-го класу. Протягом 1800—1805 років і далі працював у Санкт-Петербурзькому адміралтействі під керівництвом корабельного майстра Саричева, спільно з яким заклав у серпні 1802 року 74-гарматні лінійні кораблі «Твердий» і «Скорий». Того ж року відряджений у Новгородську губернію для огляду дачі, яку передали до казни. Повернувшись до Санкт-Петербурга, продовжував будівництво «Твердого». Паралельно у 1803 році в головному веслувальному порту побудував десять канонерських човнів, тридцять йолів, вісім плавучих батарей і пакетботів. У 1804 році за будівництво корабля «Твердий» отримав у нагороду 300 рублів.
У 1803—1804 роках перебував під начальством інтендантської експедиції, з 1804 року служив під керівництвом директора кораблебудування Брюн де Сен-Катеріна і був проведений у корабельні підмайстри 11-го класу. У 1805 році добудовував і 18 липня спустив на воду лінійний корабель «Твердий», здійснив проводку його на камелях до Кронштадта, за що йому від державної колегії адміралтейства було оголошено подяку.
У 1806 році збудував і спустив на воду два 14-гарматних катери і два пакетботи, виправив і добудував шлюп «Діана», за що отримав подяку від державної колегії адміралтейства. 14 березня 1801 року проведений в корабельні майстри 6-го класу. У 1807—1808 роках будував два бомбардирські судна, заклав і спільно з Брюн де Сен-Катерін і І. В. Курепановим будував 88-гарматний корабель «Сміливий», а також 48-гарматний фрегат. У 1808 році збудував і спустив на воду два бомбардирські судна. У цей же час здійснював ремонт кораблів веслувального флоту, побудував і спустив на воду два люгери, двадцять п'ять ластових суден, два бриги, зокрема бриг «Меркурій». Перебував при проводці на камелях корабля «Сміливий» і фрегата «Валера». За будівництво і спуск на воду цих кораблів Меліхову оголосили «благовоління» від державної колегії адміралтейства, а також дали право на оголошення такого ж «благовоління» його підлеглим, які перебували при будівництві. Від виконавчої експедиції Меліхова було представлено до нагородження орденом Святого Володимира IV ступеня і за особливу старанність у роботі нагороджено премією в 500 рублів на дорожні витрати.

### На Чорноморському флоті
17 лютого 1809 року відряджений на Чорноморський флот, спочатку в Миколаїв, а 6 червня в Севастополь. За дорученням Чорноморської виконавчої експедиції у Феодосії оглядав брандвахти. 29 серпня 1809 року направлений у Керченський порт для огляду канонерських човнів. Протягом 1809—1816 років перебував у розпорядженні Севастопольської контори. У 1809 році в Севастопольському порту здійснював ремонт суден, зокрема 11-гарматних кораблів «Єгудиїл» і «Перемога», які раніше визнали непридатними до плавання. За відновлення цих кораблів отримав «благовоління» від Головного Чорноморського департаменту і письмову вдячність від начальника Севастопольської контори адмірала Саричева і контрадмірала Галла.
У 1810 році добудував і спустив 18-гарматний корвет «Крим». У 1812—1813 роках і далі керував ремонтом кораблів флоту, збудував і спустив на воду 16-гарматний бриг «Мінгрелія». У 1815 році керував будівництвом другого стапеля на севастопольській верфі, того ж року побудував і спустив на воду 24-гарматний корвет «Язон» і заклав 14-гарматну шхуну «Севастополь», спущену на воду 16 травня 1818 року.
У 1816 році керував ремонтом кораблів Чорноморської ескадри, що прямувала в похід. Згодом переведений в Миколаївське адміралтейство, де 21 травня 1817 року розпочав будівництво 74-гарматного лінійного корабля «Норд-Адлер», спущений на воду 24 травня 1820 року. Того ж року нагороджений орденом Святого Володимира IV ступеня.
27 квітня 1817 року Меліхов заклав у Миколаївському адміралтействі 8-гарматний тендер «Андрій», спущений на воду 9 жовтня 1817 року. Протягом 1817—1818 років керував капітальним ремонтом елінгу адміралтейства із заміною більшої частини дерев'яних паль. У 1818 році за будівництво і спуск у Миколаївському порту 44-гарматного фрегата «Флора» отримав від імператора Олександра I діамантовий перстень. На фрегаті «Флора», спущеному на воду в присутності імператора, Меліхов вперше на Чорному морі застосував систему набору корпусу за методом Сепінгса — з діагональними палями-ридерсами. У 1819 році збудував і спустив на воду військовий транспорт «Марія» і канонерський зразковий човен «Зухвалий».
У 1820 році провів через мілководну річку Південний Буг побудований 74-гарматний корабель «Норд-Адлер», побудував і спустив на воду бриг, пароплавне судно, військовий транспорт великого розміру, які також провів через мілководдя. 24 травня 1820 року в Миколаєві спустив на воду побудований ним перший колісний пароплав «Везувій» з дубового і частково соснового лісу з двома паровими машинами потужністю по 16 кінських сил, який будувався за вказівкою командувача Чорноморським флотом віцеадмірала О. С. Грейга для доставки корабельного лісу з Херсона до Миколаєва.
Протягом 1820—1821 років збудував 44-гарматний фрегат «Поспішний», 22-гарматні бриги «Ганімед» і «Орфей», яхту «Втіха» і транспорт «Інгул». Спустив на воду корвет для морського училища. У 1821 році в Херсонському адміралтействі брав участь в будівництві 110-гарматного корабля «Імператор Франц». Всі судна, збудовані Меліховим на верфях Чорноморського флоту, брали участь у бойових діях під час російсько-турецької війни 1828—1829 років. Помер у жовтні 1821 року в Миколаєві.

## Нагороди
- Орден Святого Володимира IV ступеня.